# Khoảnh khắc vi mô

## Tổng quát

### Lịch sử
Trước khoảnh khắc vi mô (micro-moment), đã từng có những nghiên cứu tương tự như:
- Khoảnh khắc sự thật số 0 (Zero moment of truth)[1], là ý tưởng tìm kiếm ban đầu trên công cụ tìm kiếm và các hành động tiếp theo sau khi kết quả hiển thị.
- Khoảnh khắc đầu tiên sự thật (First moment of truth) là những gì suy nghĩ hình dung về sản phẩm, dịch vụ khi đọc thông tin mô tả
- Khoảnh khắc thứ hai của sự thật (Second moment of truth): là những gì khách hàng cảm nhận được bằng các giác quan sau khi trải nghiệm qua sản phẩm và dịch vụ

Về sau Google mới giới thiệu khoảnh khắc vi mô (micro-moment) vào năm 2015 đã thu hút được nhiều sự chú ý là các nhà tiếp thị.

### Khái niệm
khoảnh khắc vi mô là những khoảnh khắc mà chúng ta bắt gặp rất nhiều lần trong đời sống, là khoảnh khắc trong chuỗi hành vi mua của khách hàng, khoảnh khắc giàu ý định khi các quyết định được đưa ra và sở thích được xác định, lúc này khách hàng sẽ tìm kiếm một cách có chủ đích đến các loại sản phẩm, các trang web có chứa thông tin về công ty sản xuất qua các thiết bị điện tử. Các yếu tạo nên khoảnh khắc vi mô.
- Dự định (Intent)[4]: Khoảnh khắc này được hướng đến bởi những ý định xảy ra khi ai đó sử dụng điện thoại để muốn-biết, muốn-đi, muốn-làm, muốn-mua
- Ngữ cảnh (Context)[5]: Hình thành dựa trên hành vi và mong đợi của khách hàng tại một thời điểm nhất định
- Tức thì (Immediately)[5]:  Khách hàng muốn hành động và muốn sự hài lòng ngay lập tức dựa trên các chương trình và mục tiêu cá nhân

## Đặc điểm

### Bốn loại khoảnh khắc vi mô
Xảy ra dựa trên những nhu cầu cụ thể khác nhau. Dựa theo 4 nhu cầu có thể ảnh hưởng mạnh mẽ đến cả người mua lẫn người tiêu dùng như "Tôi muốn biết…" "Tôi muốn đi tới…" "Tôi muốn làm…" "Tôi muốn mua…"
Khoảnh khắc vi mô được chia thành 4 khoảnh khắc chính:
1. Khoảnh khắc tôi-muốn-biết[7]: Khoảnh khắc được thúc đẩy từ một quảng cáo mà người dùng vô tình lướt qua hay một cuộc bàn luận, trò chuyện với bạn bè về một thực thể, sản phẩm hay dịch vụ mới nào đó, vô tình kích thích sự tò mò đã dẫn đến việc "Tôi muốn biết", vì nhu cầu muốn biết thêm nhiều thông tin và hiểu rõ hơn về thực thể mà họ quan tâm, người dùng có thể sử dụng chính Smartphone hiện có để tìm kiếm những thông liên liên quan trên các trang trình duyệt thông qua mạng Internet. (66% người dùng đã sử dụng điện thoại thông minh để truy cập tìm kiếm nhiều hơn một sản phẩm khi họ vô tình thấy trên quảng cáo TV).
2. Khoảnh khắc tôi-muốn-đi[8]: Sau khi tìm hiểu thông tin trên Internet, khách hàng tìm đến các địa điểm cửa hàng hiện có và "gần nhất" để xem chi tiết và cụ thể hơn về sản phẩm và dịch vụ mình quan tâm. Từ khóa "gần tôi" và "near me" đã bắt đầu tăng mạnh vào năm 2017[9], đặc biệt có sự tăng đột biến vào năm 2018 (theo nguồn search trend).
3. Khoảnh khắc tôi-muốn-làm[10]: Khoảnh khắc tôi-muốn-làm có trước hoặc sau khi việc mua sắm diễn ra, khách hàng luôn muốn mình được trải nghiệm trước khi quyết định (như việc dùng thử chiếc ghế massage tại showroom trước khi quyết định mua - Showrooming). Đơn giản hơn là khi người dùng muốn được làm thử một việc gì đó sau khi họ xem qua một đoạn quảng cáo ngắn trên TV, Youtube. Ví dụ trào lưu làm Cafe bọt biển Dalgona Hàn Quốc năm 2020, người dùng cảm thấy tò mò với cách làm cafe bọt biển, họ có xu hướng tìm hiểu cách làm trên các trang hướng dẫn nấu ăn, youtube. Lưu lượng truy cập trên các trang hướng dẫn nấu ăn, giáo dục tăng cao. Kết quả tìm kiếm trực tiếp bằng từ khoá "cách làm" trên google tăng trong thời gian vừa qua. Đặc biệt trong khoảng thời gian giãn cách xã hội trong đại dịch SARS-CoV-2, từ khoá "cách làm" đã tăng gấp 3 lần so với năm 2019.
4. Khoảnh khắc tôi-muốn-mua: Khoảnh khắc có sự cân nhắc và tìm hiểu về sản phẩm/dịch vụ nhiều nhất. Khách hàng tìm hiểu nhiều thông tin trên các trang mạng khác nhau, so sánh song song  cùng lúc nhiều yếu tố như: giá cả, danh tiếng thương hiệu, chất lượng, xem các reviews trên mạng xã hội, forums, youtube trước khi có quyết định[11]. Khoảnh khắc này sẽ khiến doanh nghiệp bán được sản phẩm nếu họ cung cấp đầy đủ, kịp thời những thông tin cần thiết đến người tiêu dùng. Đây cũng là lúc các thương hiệu nên tập trung nỗ lực hết sức vì nguy cơ khách hàng rơi vào thương hiệu đối thủ khá cao

### Quy trình ra quyết định mua trong khoảnh khắc vi mô

#### Chia theo mô hình Engel-Blackwell-Kollat[12]hoặc EBK
1. Nhận diện nhu cầu.
2. Tìm kiếm thông tin.
3. Đánh giá.
4. Mua hàng.
5. Hành vi sau mua.

khoảnh khắc vi mô là một phần quan trọng trong quy trình ra quyết định mua (Think with Google, 2015c). Người tiêu dùng không còn theo 1 hành trình mua nhất định. Thay vào đó, Quy trình ra quyết định mua của họ được chia thành hàng trăm khoảnh khắc vi mô, xuất hiện tại mọi thời điểm và tại nhiều kênh khác nhau (BrightEdge, 2017). Tại những khoảnh khắc vi mô quan trọng trên hành trình này, người tiêu dùng thể hiện ý định của họ rất rõ ràng, đây là những cơ hội cho các doanh nghiệp.
Chìa khóa để các nhà tiếp thị cạnh tranh trên thị trường, các thương hiệu cần phải có mặt tại mọi khoảnh khắc trong suốt hành trình mua và giải quyết nhu cầu của khách hàng tốt hơn.
Tại các điểm chạm (touch point) cần được quan sát, nghiên cứu kỹ lưỡng, ví dụ tại các công cụ tìm kiếm, các kênh video/ YouTube, trang web của nhà bán lẻ, trang web của riêng doanh nghiệp hay trên các phương tiện truyền thông kỹ thuật số để xác định các loại nội dung mà mọi người có thể cần.

## Ảnh hưởng

### Hành vi người tiêu dùng
- 91% người dùng điện thoại thông minh chuyển sang tìm kiếm ý tưởng trên thiết bị di động trong khi hoàn thành một nhiệm vụ Google[14]
- Số lượng tìm kiếm di động được thực hiện nói chung đang tăng nhanh (Google, 2015, trang 4).
- Trong số những người dùng điện thoại thông minh, 82% tham khảo ý kiến từ điện thoại của họ trong khi quyết định mua sản phẩm tại một cửa hàng.[14]
- 73% người tiêu dùng nói rằng họ thường xuyên nhận được những thông tin giá trị từ quảng cáo, đây là nguồn quan trọng khiến họ đưa quyết định mua sắm.[15]
- 29% tăng trưởng trong tỉ lệ chuyển đổi trên thiết bị di động trong năm 2015[16]
- Hơn một nửa (51%) người dùng điện thoại di động thông minh đã phát hiện ra công ty hoặc sản phẩm mới khi tiến hành tìm kiếm trên điện thoại thông minh của họ.[17]

### Marketing
- Năm 2019, mạng xã hội vẫn vẫn tiếp tục phát triển với 62 triệu người dùng (chiếm 64% dân số Việt Nam)[18]
- Trong số 64 triệu người dùng internet tại Việt Nam năm 2019, số lượng người dùng truy cập bằng thiết bị di động là 61,73 triệu người (chiếm 96% số người sử dụng internet)[18]
- Tỷ lệ phản hồi từ các tương tác do nhà tiếp thị khởi xướng là 8-14% (các kênh tiếp thị trực tiếp thông thường chỉ nhận tỷ lệ phản hồi ít hơn 1%).

Hành vi sử dụng điện thoại di động và chuyển sang thiết bị di động để tìm kiếm thông tin khi phát sinh nhu cầu ngày càng nhiều, các doanh nghiệp đã bắt đầu chú trọng vào tiếp thị di động (Mobile marketing) để tăng khả năng tiếp cận người dùng nhanh chóng và hiệu quả.

### Quảng cáo trực tuyến
Sự phổ biến và khả năng kết nối toàn cầu của thiết bị di động và mạng lưới Internet, quảng cáo trực tuyến đã mang đến nhiều cơ hội hơn
Thị trường quảng cáo trực tuyến sôi động hơn khi các nhà tiếp thị có xu hướng tích hợp các khoảnh khắc vi mô nhằm dựa vào dữ liệu thu được từ khách hàng tại những khoảnh khắc vi mô để cá nhân hoá các quảng cáo trực tuyến.
Là không gian mới của các nhãn hàng trong cuộc cạnh tranh giành lấy sự chú ý của khách hàng. Hai kênh quan trọng để giúp doanh nghiệp tiếp cận khoảnh khắc vi mô là Google và Youtube khi có đến 93% người tiêu dùng sử dụng Google và 85% dùng Youtube.
Dựa vào các khoảnh khắc vi mô, nhà tiếp thị có thể phân tích các xu hướng thời trang, hành vi mua sắm của từng cá nhân, tối ưu những giải pháp quảng cáo Google như:
- Quảng cáo Google Search (Google AdWords): là dịch vụ thương mại của Google, cung cấp thứ hạng tìm kiếm, vị trí hiển thị ưu tiên cho các đối tượng có nhu cầu quảng cáo sản phẩm và thương hiệu của mình.
- Quảng cáo Mạng hiển thị Google (Google Display Network): là quảng cáo của Google cho phép đặt banner dạng nội dung hoặc hình ảnh trên hàng nghìn website (Publisher) của Google hoặc đối tác với những chủ đề cụ thể như: Kinh tế, thể thao, giải trí, văn hóa, giáo dục...
- Quảng cáo lại (Google Remarketing): Tính năng cho phép tiếp cận những người đã truy cập vào trang web và hiển thị các quảng cáo có liên quan khi khách hàng truy cập vào các trang web khác trên Mạng hiển thị của Google. Đây là dạng quảng cáo được tích hợp với các khoảnh khắc vi mô rất hiệu quả, nhờ vào hành vi, đặc điểm của khách hàng trong những khoảnh khắc vi mô mà đã lại mang về tỷ lệ chuyển đổi rất cao.

Khi đã nắm vững các xu hướng tiêu dùng, doanh nghiệp chọn hình thức quảng cáo online thích hợp, đây là lúc các quảng cáo sẽ chạm đến đúng khách hàng mục tiêu.
Tỷ lệ cạnh tranh giữa các thương hiệu cũng rất cao trong các hình thức quảng cáo online (như giá đấu thầu từ khoá của quảng cáo Google)

### Tiếp thị đa kênh
Một chiến lược tiếp thị đa kênh toàn diện cần phải tận dụng các khoảnh khắc vi mô để cho phép các nhà cung cấp dịch vụ:
- Dự đoán các khoảnh khắc vi mô: Những hiểu biết dựa trên tương tác, xem xét hành động và dự định của khách hàng giúp nhà tiếp thị dự đoán và điều khiển các khoảnh khắc vi mô
- Kích hoạt các khoảnh khắc vi mô: Các mục tiêu, ưu đãi, hành động của các chiến dịch phải tương ứng với dự đoán trước đó sẽ giúp kích hoạt các khoảnh khắc vi mô
- Hành động trên các khoảnh khắc vi mô: Các khoảnh khắc vi mô phải được hành động nhanh chóng và liền mạch, các đề xuất phải có liên quan với nhau. Điều này đòi hỏi các doanh nghiệp luôn sẵn sàng tương tác với khách hàng trên các kênh.

Các doanh nghiệp ít triển khai cụ thể tiếp thị đa kênh (Multi channel) vì rất phức tạp để có một cái nhìn tổng thể và thời gian thực về các tương tác trên các kênh khác nhau, hạn chế khả năng của nhà tiếp thị khai thác, tận dụng các khoảnh khắc vi mô.
Các dịch vụ kỹ thuật số đang được cung cấp để triển khai các tiếp thị đa kênh (Omnichannel)  thông qua việc tận dụng một hệ sinh thái đối tác đa dạng để có cái nhìn tổng thể và bắt kịp các khoảnh khắc vi mô tại thời gian thực.

## Hữu ích
Người tiêu dùng thường không tìm kiếm trực tiếp 1 thương hiệu, mà họ có xu hướng tìm một sản phẩm hay dịch vụ có thể đáp ứng nhu cầu hiện tại. Nếu một doanh nghiệp có thể thấu hiểu insight hành vi người tiêu dùng, hành vi của khách hàng, thì mang đến những giá trị hữu ích có thể giải quyết các nhu cầu của họ tại những thời điểm tôi-muốn-biết, tôi-muốn-đi, tôi-muốn-làm, tôi-muốn-mua của khách hàng mục tiêu, từ đó doanh nghiệp có thể tạo ra dấu ấn trong tâm trí khách hàng
Khoảnh khắc vi mô là những khoảnh khắc quan trọng đối với doanh nghiệp với nhiều lý do:

### Gây sự chú ý và xây dựng nhận thức thương hiệu
- Giúp thu hút sự chú ý của người tiêu dùng vào đúng thời điểm mà họ có nhu cầu và giúp xây dựng nhận thức thương hiệu (Brand awareness) đặc biệt đối với các doanh nghiệp có quy mô vừa và nhỏ. Việc doanh nghiệp nắm bắt những khoảnh khắc vi mô và nhắm mục tiêu tiếp cận vào đúng thời điểm mà thị trường cần, doanh nghiệp có thể tiếp cận hiệu quả hơn và cung cấp kịp thời những thông tin đáp ứng các mối quan tâm của khách hàng giúp khách hàng chú ý đến thương hiệu hơn và dễ dàng chuyển sang giai đoạn tiếp theo của quy trình mua.[23]
- 69% người tiêu dùng trực tuyến đồng ý rằng chất lượng, tính đúng lúc hoặc thông điệp liên quan đến nhu cầu của người tiêu dùng từ doanh nghiệp ảnh hưởng đến nhận thức của họ về thương hiệu. (Google, 2015, p 11).[14]

### Tạo nên lợi thế cạnh tranh cho doanh nghiệp
- Các doanh nghiệp luôn không ngừng nỗ lực tạo sự khác biệt cho thương hiệu mình để có thể tồn tại trong thị trường cạnh tranh.
- Khoảnh khắc vi mô có thể là một cơ hội lớn mà các doanh nghiệp nên nghiên cứu và tìm hiểu kỹ. Các thương hiệu có thể tạo dựng lợi thế cạnh tranh và chiếm lĩnh thị phần khi họ có thể làm tốt tại những lỗ hổng mà đối thủ cạnh tranh chưa đáp ứng được khoảnh khắc vi mô của khách hàng.[23]
- Sự phát triển không ngừng của công nghệ, những khoảnh khắc vi mô có thể trở nên phổ biến hơn, đa dạng hơn. Khi người tiêu dùng hành động theo nhu cầu ngay lúc này, kỳ vọng của họ rất cao trong khi sự kiên nhẫn lại thấp. Tại thời điểm này, chất lượng, tính phù hợp và hữu ích của Marketing là vô cùng quan trọng.[24] Bên cạnh đó người tiêu dùng luôn muốn có những sản phẩm tốt, thông tin đa dạng, doanh nghiệp có thể tận dụng những nguồn lực của mình để đáp ứng tốt nhất những nhu cầu đó, điều này có thể thuyết phục thành công người tiêu dùng chuyển đến sử dụng thương hiệu thay vì lựa chọn đối thủ khác[23]

## Áp dụng

### Yếu tố cần phân tích trước khi thiết lập chiến lược tiếp thị khoảnh khắc vi mô[23]
Bắt đầu thực hiện các chiến lược tiếp thị khoảnh khắc vi mô, trước hết doanh nghiệp nên tập trung phân tích rõ các câu hỏi liên quan Ai, cái gì, ở đâu, khi nào, tại sao

#### Ai (Who)
Doanh nghiệp cần hiểu rõ thị trường mục tiêu của mình là ai? Những thông tin cơ bản doanh nghiệp cần biết bao gồm nhân khẩu học, nhu cầu và những lo lắng, không hài lòng, thất vọng,.. (pain point) trong suốt hành trình mua hàng.
Xác định các đặc tính của những đối tượng mục tiêu và điều chỉnh thị trường mục tiêu thành những phân khúc là cơ sở giúp chiến dịch tiếp thị tiếp cận và đáp ứng tại thời điểm khoảnh khắc vi mô hiệu quả hơn trong thị trường cạnh tranh

#### Cái gì (What)
Với cùng 1 chủ đề, mọi người sẽ tìm kiếm chúng theo những cụm từ và theo những cách khác nhau.
Hầu hết tại "khoảnh khắc tôi muốn", khách hàng tìm kiếm bằng nhiều từ khóa khác nhau, ngược lại đa số tại khoảnh khắc "tôi muốn mua" có thể khách hàng tìm kiếm bằng một vài bộ từ khóa có điểm chung hơn. Doanh nghiệp cần nghiên cứu những gì mà khách hàng mục tiêu muốn tìm kiếm tại từng khoảnh khắc vi mô. Từ đó, doanh nghiệp có thể tạo chiến lược tiếp thị số (digital marketing) hiệu quả và mang tính cạnh tranh cao hơn qua việc kết hợp và đưa một số bộ từ khóa vào

#### Ở đâu (Where)
Nghiên cứu nơi mọi người tìm kiếm, những nơi họ đã di chuyển trên trang web hay nơi mọi người đã truy cập trang web. Doanh nghiệp có thể thông qua các ứng dụng như Google Analytics để khám phá người dùng muốn biết thông tin gì từ trang web.
Ví dụ, hành vi người dùng tìm kiếm đến thực đơn của nhà hàng giúp doanh nghiệp khám phá được khoảnh khắc tôi muốn đi, những thông tin này có thể giúp doanh nghiệp tập trung vào việc cải thiện các lĩnh vực cụ thể như điều chỉnh trang web để cung cấp nội dung chất lượng phù hợp với nhu cầu để tăng trải nghiệm tốt cho khách hàng.

#### Khi nào (When)
Thời điểm của một khoảnh khắc vi mô có thể giúp doanh nghiệp phát triển một chiến dịch tiếp thị khoảnh khắc vi mô thông minh, phù hợp và kịp thời hơn, thời điểm có thể bao gồm thời gian trong ngày, thời gian trong tuần, thời gian trong năm,...
Các nhà tiếp thị cần nghiên cứu, theo dõi xu hướng theo thời gian cụ thể, theo mùa để đưa ra các chiến lược tiếp thị số phù hợp.
Ví dụ, thực hiện chiến dịch "pay-per-click", chi phí cho mỗi lượt nhấp cao cho từ khóa "áo len" vào mùa đông

#### Tại sao (Why)
Các nhà tiếp thị phải trả lời các câu hỏi tại sao khách hàng phải đến và mua sản phẩm tại cửa hàng của họ mà không phải cửa hàng của đối thủ có vị trí gần hơn.
Để trả lời cho câu hỏi tại sao thông qua việc xem xét những yếu tố: ai, gì, ở đâu, khi nào. Điều này giúp doanh nghiệp tạo chiến lược mang lại hiệu quả, và sẽ tốt hơn nếu doanh nghiệp cá nhân hóa nội dung, nhắm vào những nỗi lo lắng hoặc quan tâm, nhu cầu cụ thể của khách hàng, nhờ đó có thể tăng sự đồng cảm và có thể thúc đẩy người dùng lựa chọn thương hiệu.

### Ba chiến lược thiết yếu

#### Ở đó
Một điều quan trọng là nhà quản trị phải có khả năng dự đoán các hành vi của khách hàng trong các khoảnh khắc suốt hành trình mua và đảm bảo rằng mình luôn "ở đó" để sẵn sàng giúp đỡ mỗi khi khách hàng cần hỗ trợ.
Kiểm tra thường xuyên trải nghiệm của người dùng về khả năng "ở đó" của thương hiệu. Bằng cách đóng vai mình là khách hàng tìm kiếm thông tin và khoảnh khắc đã chạm đến thương hiệu của mình như thế nào? Hãy đặt những câu hỏi cho chính mình như: Bạn có hài lòng với sự hiện diện hiện tại của thương hiệu không? Có thích những gì bạn thấy không?

#### Hữu ích
Cố gắng kết nối với khách hàng bằng những nội dung họ đang tìm kiếm. Bằng cách cung cấp các thông tin cần thiết cho khách hàng trong khoảnh khắc "tôi-muốn-biết" thay vì đẩy mạnh bán hàng. Hoặc cung cấp những video hướng dẫn hữu ích liên quan đến sản phẩm của bạn trong những khoảnh khắc "tôi-muốn-làm". Do vậy, tùy vào mục đích cụ thể của mỗi khoảnh khắc, mà hãy cung cấp những thông tin cần thiết và hữu ích đến với khách hàng.

#### Nhanh chóng
Tại những khoảnh khắc vi mô, người dùng rất muốn biết, muốn đi, muốn làm, muốn mua một cách nhanh nhất có thể. Do đó, trải nghiệm di động phải được tối ưu để tốc độ tải trang, khách hàng không phải mất thời gian chờ đợi quá lâu.
Cân nhắc lượt bớt một vài tính năng hay hiệu ứng không cần thiết để tăng tốc độ load hoặc hiển thị các tính năng "một nút bấm". Hiển thị các nút gọi và trực tin nhắn xuyên 24/7 để tăng trải nghiệm khách hàng.

### Cải thiện trải nghiệm khách hàng[27]
Những vấn đề doanh nghiệp cần chú ý giúp cải thiện trải nghiệm khách hàng tại các khoảnh khắc vi mô:
- Sử dụng dữ liệu thu thập để hiểu về hành vi và ý định của khách hàng, hình thành cái nhìn cá nhân và bao quát để tăng sự tham gia của họ tại những khoảnh khắc vi mô
- Các doanh nghiệp cần xây dựng chiến lược tiếp thị hợp lý: phủ rộng các kênh, triển khai các phân tích dữ liệu và đầu tư vào các nền tảng công nghệ giúp dự đoán việc mua hàng.
- Dự đoán những khoảnh khắc vi mô và có các giải pháp phù hợp cho người tiêu dùng, cung cấp các giải pháp cá nhân trước khi người tiêu dùng yêu cầu.
- Việc áp dụng các giải pháp một cách chủ động như trên, các công ty có thể nắm bắt các cơ hội tại các khoảnh khắc vi mô, kết nối và nhận được sự tin tưởng của người tiêu dùng, thúc đẩy doanh số.